# Vallée de Jutrzenka
Jutrzenka Vallis
La vallée de Jutrzenka (désignation internationale : Jutrzenka Vallis) est une vallée située sur Vénus dans le quadrangle de Ganiki Planitia. Elle a été nommée en référence au nom polonais de la planète Vénus.